# アレクサンドル・カバネル

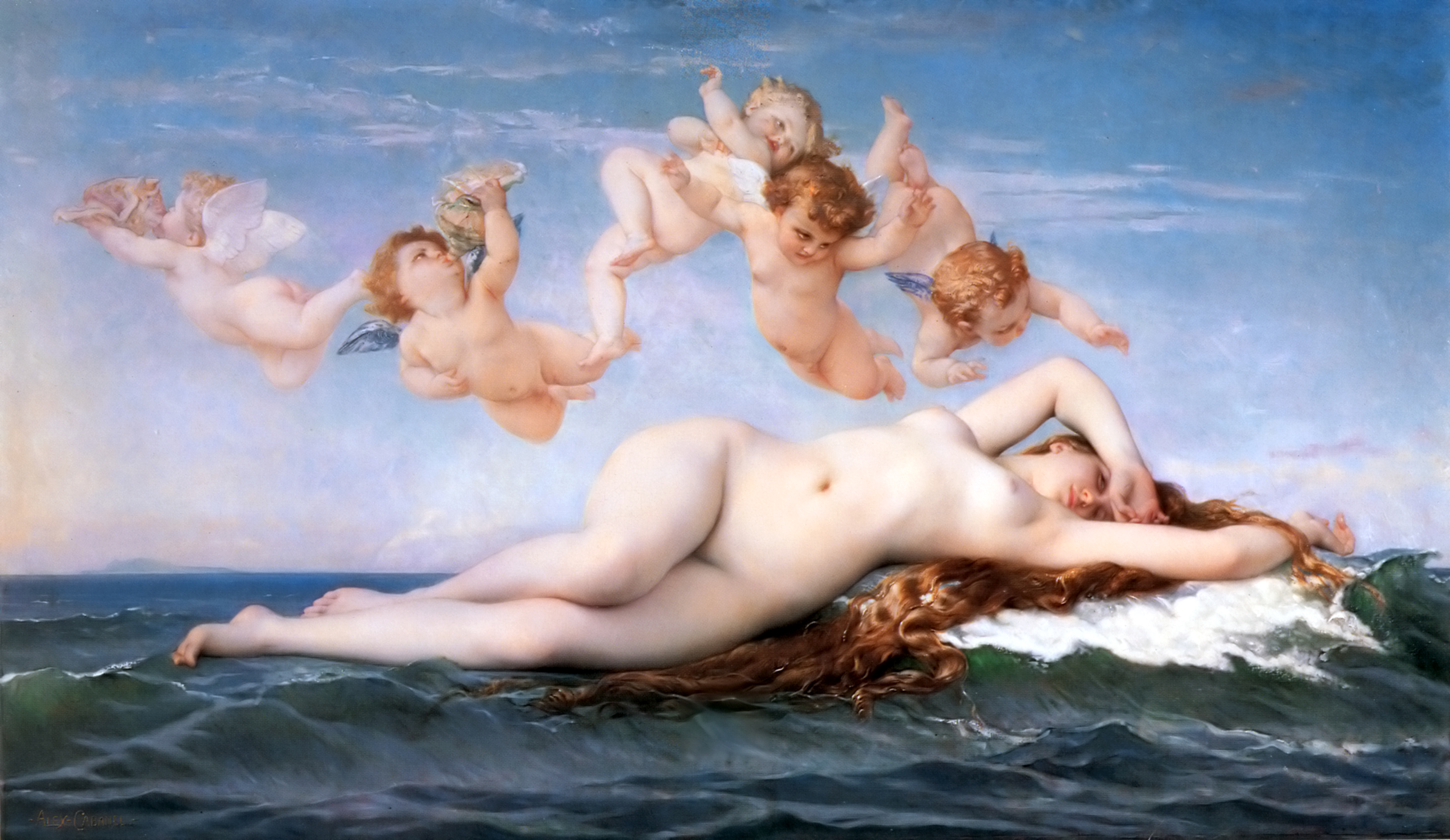
カバネル『ヴィーナスの誕生』（1863年）

アレクサンドル・カバネル（Alexandre Cabanel, 1823年9月28日 - 1889年1月23日）は、フランスの画家。

## 生涯
カバネルはエロー県モンペリエに生まれた。アカデミックなスタイルで、歴史、古典、宗教をテーマに絵を描いた。肖像画家としても有名だった。『Diccionario Enciclopedico Salvat』によると、カバネルはアール・ポンピエの典型であり、フランス皇帝ナポレオン3世のお気に入りの画家だった。。
カバネルは17歳でエコール・デ・ボザールに入学した。フランソワ＝エドゥアール・ピコ（en:François-Édouard Picot）について学び、1844年、サロンに最初の出展を果たす。1845年には22歳でローマ賞を受賞。1863年にはフランス学士院のメンバーとなり、同年、エコール・デ・ボザールの教授に就任した。また、1865年、1867年、1878年と、Grande Médaille d'Honneur（最高名誉賞）を勝ち取った。このように、カバネルはパリ・サロンと密接な関係を持っていた。
| 「 | 彼は定期的にサロンの審査員に選ばれていた。サロンの教え子も何百人といる。その教え子たちのおかげで、カバネルは、同世代の、ベル・エポック・フランス絵画の特徴を持つ他の画家たちより多くのことを為し得た | 」 |

カバネルとウィリアム・アドルフ・ブグローが印象派画家エドゥアール・マネなどの絵のサロンでの展示を拒否したことが、1863年の落選展の騒動を招いた。
成功したアカデミック画家として、カバネルが1863年に描いた『ヴィーナスの誕生』は、19世紀のアカデミック絵画で最もよく知られている絵である。この絵はナポレオン3世が購入した。印象派とは表現も思想も正反対のところにある、この絵画は、印象派の殿堂ともいえるオルセー美術館に所蔵されている。
1875年に銀行家ジョン・ウルフのために描いた複製画は、1893年にウルフが寄贈して、ニューヨークのメトロポリタン美術館にある。

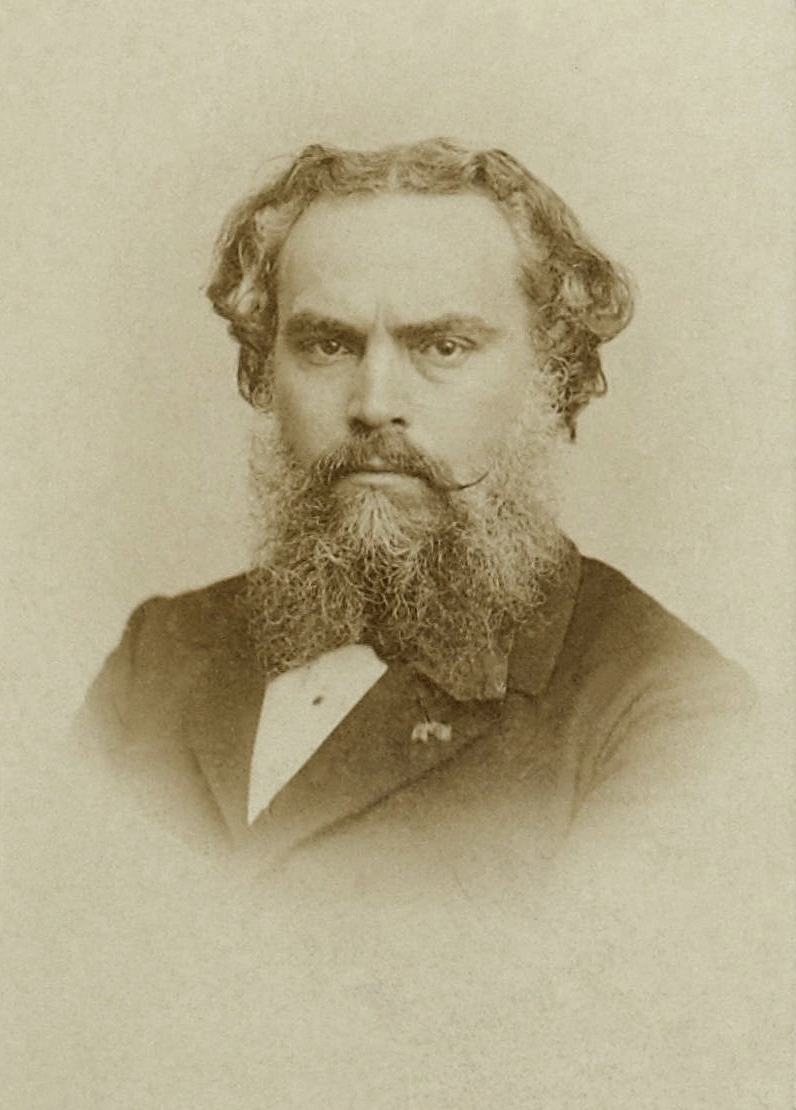
1865年頃のカバネル

レジオンドヌール勲章は1855年にシュヴァリエ、1864年にオフィシエ、1884年にコマンドゥールを受勲している。

## 代表作
- モーゼの死（1851年）ニューヨーク、ダヘッシュ美術館
- ニンフとサチュロス（1860年）私蔵
- ヴィーナスの誕生（1863年）パリ、オルセー美術館
- フランチェスカ・ダ・リミニとパオロ・マラテスタの死（1870年）パリ、オルセー美術館
- Keller伯爵夫人（1873年）パリ、オルセー美術館
- フェードル（1880年）モンペリエ、ファーブル美術館
- オフィーリア（1883年）私蔵
- カーゾン・オヴ・ケドルストン侯爵夫人（1887年）イギリス、ケドルストン・ホール[6]
- 死刑囚に毒を試すクレオパトラ（1887年）私蔵
- Eve After the Fal 私蔵
- アダムとイヴの楽園追放 私蔵

## ギャラリー
- 堕天使（1868年）
- フランチェスカ・ダ・リミニとパオロ・マラテスタの死（1870年）
- ハーモニー（1877年）
- フェードル（1880年）
- オフィーリア（1883年）
- 死刑囚に毒を試すクレオパトラ（1887年）

- Albaydé（1848年）
- ニンフとサテュロス（1860年）
- パンドラ（1873年）
- イェフタの娘（1879年）
- エコー（1887年）

## 教え子
カバネルの教え子には以下のような画家がいる。
- シャルル・ルイリエ (1824–1898)
- ピエール・オーギュスト・コット (1837-1883)
- アンリ・ルニョー (1843–1871)
- フェルナン・コルモン(1845-1924)
- ジャン＝ジョセフ・バンジャマン＝コンスタン(1845–1902)
- エドワール・アントワーヌ・マルサル (1845-1929)　(fr)
- ジョセフ＝ノエル・シルヴェストル (1847-1926)
- エドゥアール・ドゥバ＝ポンサン (1847-1913)
- ジュール・バスティアン＝ルパージュ (1848-1884)
- ウジェーヌ・カリエール (1849-1906)
- ルイ・キャプドヴィル (1849-1905)
- アルベール・ベナール (1849–1934)
- ジョセフ・オベール(1849-1924)
- アントニオ・ダ・シルバ・ポルト (1850–1893)
- アンリ・ジェルベクス(1852-1929)
- ポール・タヴェルニエ (1852-1943) (fr)
- ジョアン・マルケス・デ・オリベイラ (1853-1927)
- ジョルジュ・ルー（1853-1929）
- ヴラホ・ブコヴァッツ (1855-1922)
- シャルル・ユオー (1855-1930)
- ジャン＝ジャック・シェレール (1855–1916) (en)
- エドワード・ストット (1855-1918)
- エドゥアルト・デ・ヤンス (1855-1919)
- フランソワ・フラマン (1856-1923)
- シャルル・ルベイル (1856-1898)
- ロドルフォ・アモエド（1857-1941)
- アドルフ・ウィレット（1857-1926) (en)
- エティエンヌ・テリュス (1857-1922)
- フランソワ・ギゲ(1860-1937)
- ソロモン・ジョセフ・ソロモン(1860-1927)
- アリスティド・マイヨール (1861–1944)
- アンリ・ル・シダネル（1862-1939）
- ガストン・ビュシエール(1862–c1928)
- シャルル＝リュシアン・レアンドル (1862–1934)
- エミール・フリアン (1863-1932)
- シャルル・フークレ (1869–1956) (en)